# Deriváty uhlovodíků
Deriváty uhlovodíků jsou organické sloučeniny, které na rozdíl od klasických uhlovodíků obsahují kromě uhlíku a vodíku další prvky jako je kyslík, dusík, síra, fosfor, halogeny a jiné (takzvané heteroatomy). Jednotlivé skupiny derivátů obsahují charakteristické funkční skupiny.
Deriváty lze odvodit z uhlovodíků náhradou jednoho či více atomů vodíku charakteristickou skupinou, která je buď jedním heteroatomem nebo skupinou atomů obsahující heteroatom.

## Přehled základních skupin
- Halogenderiváty – obsahují atom halogenu
  - Halogeny přidávají do organické molekuly nové vlastnosti. Protože jsou elektronegativnější než uhlík, nejsou elektrony ve vazbě mezi halogenem a uhlíkem rozděleny rovnoměrně, ale více přiblíženy k halogenu, což má za důsledek větší hustotu elektronů v jeho atomu.
- Hydroxyderiváty – obsahují hydroxylovou skupinu OH
  - Alkoholy – skupina OH není vázána na aromatické jádro
  - Fenoly – odvozeny od arenů – hydroxyl vázán na aromatické jádro
- Sulfonové kyseliny – obsahují skupinu -SO3H s kyselým vodíkem
- Dusíkaté deriváty – funkční skupiny obsahují atom dusíku
  - Nitrosloučeniny – obsahují nitroskupinu NO2
  - Aminy obsahují aminoskupinu -NH2
  - Diazoniové soli – obsahují diazoniovou skupinu -N+≡N|
- Karbonylové sloučeniny – obsahují dvojnou vazbou vázaný kyslík na uhlovodíkový skelet
  - Aldehydy – kyslík je vázán na konci řetězce, alhehydická skupina -CH=O
  - Ketony – kyslík je vázán mimo konec řetězce, ketoskupina -C(=O)-
- Karboxylové kyseliny – obsahují karboxylovou skupinu -COOH, která je složena z hydroxylové a aldehydické skupiny
- Deriváty karboxylových kyselin – vznikají substitucí na uhlovodíkovém řetězci nebo na funkční skupině
  - Soli karboxylových kyselin
  - Acylhalogenidy
  - Estery – jsou organické sloučeniny, ve kterých je -OH skupina karboxylové kyseliny nahrazena organickým zbytkem vzniklým z alkoholu po odštěpení vodíku z OH skupiny
  - Amidy – jsou organické sloučeniny, které vznikají náhradou skupiny OH karboxylové skupiny za amidovou skupinu NH2. Substituované amidy mohou mít místo obou vodíků skupiny NH2 alkyly
  - Anhydridy karboxylových kyselin
  - Imidy
  - Halogenkarboxylové kyseliny
  - Hydroxykyseliny
  - Oxokyseliny
  - Aminokyseliny
- Aromatické sloučeniny – splňují pravidla aromaticity (delokalizace π-elektronů v planární molekule)
- Heterocyklické sloučeniny – v cyklu se nachází kromě atomů uhlíku minimálně jeden další atom jiného prvku